# 314-я стрелковая дивизия
314-я стрелковая Кингисеппская ордена Кутузова дивизия — войсковое соединение Вооружённых Сил СССР в Великой Отечественной войне

## История
Сформирована в июле — августе 1941 года в Петропавловске (Среднеазиатский ВО) в рамках реализации постановления ГКО СССР № 48с от 08.07.1941. Более 70 % первоначального состава дивизии были жителями районов Северо-Казахстанской области и города Петропавловск. В дивизии насчитывалось 777 человек начальствующего состава, 1543 человека младшего начальствующего состава и 8611 рядовых.
В составе действующей армии с 26 августа 1941 по 14 сентября 1942, с 28 сентября 1942 по 1 декабря 1944 и с 20 декабря 1944 по 11 мая 1945 года.
По завершении формирования в августе 1941 на основании директивы Ставки ВГК № 001200 переброшена в район станций Хвойная, Песь (ныне Новгородская область), прибыла 26 августа 1941 года и включена в состав 52-й отдельной армии (поступила в действующую армию 26.08.1941). Директивой Ставки ВГК № 001563 от 02.09.1941 направлена в район Селище — Веретье — Лынна — Усадище и включена в состав вновь сформированной 54-й отдельной армии, но почти сразу же (директива Генштаба РККА № 001698 от 06.09.1941) после этого была направлена на Карельский фронт, в состав Южной опергруппы 7-й армии. Со станции Хвойная дивизия проследовала пешим порядком на Малую Вишеру. На полустанке Веребья стрелковые батальоны, оставив тяжёлую технику, погрузились в вагоны и через Тихвин прибыли на станцию Оять. Передовой сводный отряд прибыл в город Подпорожье через Янегу — Свирь-2 — Яндебу — карьер Погра 12 сентября 1941 года и с ходу вступил в бой с финскими войсками. Остальные подразделения и техника прибывали на станции выгрузки отдельными эшелонами до самой зимы по маршруту Малая Вишера — Окуловка — Неболчи — Будогощь — Тихвин — Волховстрой — Колчаново — Паша. При отступлении от Подпорожья дивизия была разрезана надвое и отходила двумя группами. Одна группа отходила на восток вдоль реки Свирь, а затем на юг к деревне Юксовичи и райцентру Винницы. Вторая группа через Яндебу — Тениконду — Янегу отошла к Лодейному Полю и Заостровью, где и закрепилась и до апреля 1942 года вела бои на участке от деревни Горка до станции Тениконда.
В конце сентября 1942 соединение было передислоцировано на Волховский фронт, где было подчинено 2-й ударной армии. Дивизия наносила контрудары с целью деблокады окружённых в районе Синявино в ходе Синявинской наступательной операции соединений армии и восстанавливала фронт в районе Гайтолово. Только за два дня боёв в районе Гайтолово дивизия потеряла три тысячи человек убитыми и пропавшими без вести.
В составе 2-й ударной армии Волховского фронта участвовала в наступательной операции «Искра» (14-30.01.1943). Дивизия наступала на крайнем левом фланге наступления 2-й ударной армии в районе Гайтолово — Гонтовая Липка и далеко вперёд не продвинулась. В течение 1943 года ведёт постоянные бои в том же районе.
В январе 1944 дивизия переброшена на Ораниенбаумский плацдарм и в составе 2-й ударной армии приняла участие в Ленинградско-Новгородской наступательной операции. Дивизия была введена в сражение на втором этапе советского наступления, в рамках Кингисеппско-Гдовской операции (01.02—01.03.1944). В ходе наступления дивизия 30 января 1944 года, освободив населённые пункты Пустомержу, Мануйлово, Веймарн, в полном составе форсировала реку Лугу южнее Кингисеппа и завязала бои на западном берегу, приняв участие в освобождении Кингисеппа (01.02.1944), за что ей было присвоено почётное наименование «Кингисеппская». Уже 2 февраля 1944 дивизия одной из первых форсировала реку Нарову и захватила Аувереский плацдарм на берегу реки у деревни Вяска в 10 километрах юго-западнее города Нарвы. Затем дивизия вплоть до апреля 1944 вела бои на плацдарме. Так, в конце марта она ведёт бои у населённого пункта Вайвара-Кирик в 18 километрах западнее города Нарвы. Обескровленная в ходе боёв на плацдарме, дивизия была выведена для отдыха и пополнения под Ленинград, в район станции Песочное на Карельский перешеек, где вошла в состав 23-й армии Ленинградского фронта
Здесь соединение приняло участие в Выборгской наступательной операции (10-20.06.1944). При поддержке 51-го отдельного танкового полка с 10 по 20 июня 1944 года наступает по берегу Финского Залива в районе города Зеленогорска, вышла с юга к Выборгу и принимает непосредственное участие в штурме города, за что все стрелковые полки дивизии получили почётные наименования Выборгских. Затем соединение до декабря 1944 года продолжало дислоцироваться на Карельском перешейке, обороняя побережье Финского залива (с сентября 1944 действовало в составе 59-й армии Ленинградского фронта).
В декабре 1944 года 314-я стрелковая дивизия вместе с другими силами 59-й армии была передислоцирована на 1-й Украинский фронт (поступила в действующую армию 20.12.1944). В рамках Висло-Одерской наступательной операции соединение участвовало в Сандомирско-Силезской операции (12.01—03.02.1945). В начале января дивизия начала марш на Сандомирский плацдарм, в ночь на 9 января 1945 года вместе с 80-й стрелковой дивизией переправилась на западный берег реки Висла. 13 января 1945 года 43-й стрелковый корпус, в состав которого входила дивизия, форсированным маршем выдвинулся к рубежу реки Нида и приступил к наступлению в полосе Непровице, Юркув в направлении на Дзялошице. 15 января 1945 года дивизия, развивая наступление на Мехув, к исходу дня овладела рубежом Ксенж-Вельки, Калина-Мала и, несмотря на яростные контратаки врага, сумела удержать его. 16 января 1945 года ведёт бои за Мехув и принимает участие в его освобождении. Продолжив наступление, к 22 января 1945 года, ведёт бои у местечка Славкув в 6 километрах западнее города Олькуш, и к концу января 1945 года вышла на Одер, который форсировала 31 января 1945 года у города Козель. В ходе наступления приняла участие в освобождении городов Сосновец (27.01.1945) и Катовице (28.01.1945).
В марте 1945 года дивизия принимала участие в Верхне-Силезской наступательной операции (15—31.03.1945), в ходе которой ею были освобождены города Козель (18.03.1945) и, будучи введённой из резерва, Глубчице (24.03.1945). 26—29 марта 1945 года ведёт бои за населённые пункты Братш и Тюрмитц в 10-13 километрах юго-западнее города Глубчице. В апреле дивизия перешла к жёсткой обороне в предгорьях Судет.
Последним сражением войны, в котором приняла участие 314-я дивизия, стала Пражская операция (06—11.05.1945), в рамках которой дивизия была задействована в Судетской операции, форсирует реку Нейсе, ведёт бои на подступах к городу Глатц. 9 мая 1945 года части дивизии перешли германско-чехословацкую границу, 10 мая 1945 года освободили Наход, 11 мая 1945 года Градец-Кралове и в тот же день на пути к Пардубице закончили свой боевой путь.
Дивизия расформирована директивой Ставки ВГК № 11096 от 29.05.1945.
За годы войны 3832 воина дивизии награждены орденами и 4694 боевыми медалями.

## Состав
- 1074-й стрелковый полк
- 1076-й стрелковый полк
- 1078-й стрелковый полк
- 858-й артиллерийский полк
- 374-й отдельный истребительно-противотанковый дивизион (с 07.01.1942)
- 219-я зенитная батарея (590-й отдельный зенитно-артиллерийский дивизион) — до 15.05.1943
- 762-й миномётный дивизион (01.01—15.10.1942)
- 204-я отдельная разведывательная рота
- 598-й отдельный сапёрный батальон
- 763-й отдельный батальон связи (763-я отдельная рота связи)
- 243-й медико-санитарный батальон
- 396-я отдельная рота химической защиты
- 386-я (292-я) автотранспортная рота
- 522-я (446-я) полевая хлебопекарня
- 702-й (687-й) дивизионный ветеринарный лазарет
- 992-я полевая почтовая станция
- 825-я полевая касса Госбанка

Перечень № 5 Стрелковых, горнострелковых, мотострелковых и моторизованных дивизий, входивших в состав действующей армии в годы Великой Отечественной войны 1941—1945 гг. / А. П. Покровский. — М.: Министерство обороны, 1956. — 218 с.

## Подчинение
| Дата            | Фронт (округ)                  | Армия                | Корпус                   | Примечания |
| --------------- | ------------------------------ | -------------------- | ------------------------ | --- |
| 01.08.1941 года | Средне-Азиатский военный округ | -                    | -                        | до 23.08.1941 |
| 01.09.1941 года | -                              | 52-я отдельная армия | -                        | 23.08.1941-02.09.1941. С 02.09.1941-06.09.1941 в составе 54-й армии, с 06.09.1941-24.09.1941 в составе Южной оперативной группы 7-й армии Карельского фронта |
| 01.10.1941 года | -                              | 7-я отдельная армия  | Южная оперативная группа | - |
| 01.11.1941 года | -                              | 7-я отдельная армия  | -                        | - |
| 01.12.1941 года | -                              | 7-я отдельная армия  | -                        | - |
| 01.01.1942 года | -                              | 7-я отдельная армия  | -                        | - |
| 01.02.1942 года | -                              | 7-я отдельная армия  | -                        | - |
| 01.03.1942 года | -                              | 7-я отдельная армия  | -                        | - |
| 01.04.1942 года | -                              | 7-я отдельная армия  | -                        | - |
| 01.05.1942 года | -                              | 7-я отдельная армия  | -                        | - |
| 01.06.1942 года | -                              | 7-я отдельная армия  | -                        | - |
| 01.07.1942 года | -                              | 7-я отдельная армия  | -                        | - |
| 01.08.1942 года | -                              | 7-я отдельная армия  | -                        | - |
| 01.09.1942 года | -                              | 7-я отдельная армия  | -                        | 14-26.09.1942 — в резерве Ставки ВГК |
| 01.10.1942 года | Волховский фронт               | 2-я ударная армия    | -                        | по 22.10.1942 |
| 01.11.1942 года | Волховский фронт               | 8-я армия            | -                        | - |
| 01.12.1942 года | Волховский фронт               | 8-я армия            | -                        | - |
| 01.01.1943 года | Волховский фронт               | 2-я ударная армия    | -                        | - |
| 01.02.1943 года | Волховский фронт               | 2-я ударная армия    | -                        | - |
| 01.03.1943 года | Ленинградский фронт            | 2-я ударная армия    | -                        | - |
| 01.04.1943 года | Волховский фронт               | 2-я ударная армия    | -                        | - |
| 01.05.1943 года | Ленинградский фронт            | 2-я ударная армия    | -                        | - |
| 01.06.1943 года | Ленинградский фронт            | 2-я ударная армия    | -                        | - |
| 01.07.1943 года | Ленинградский фронт            | 2-я ударная армия    | 43-й стрелковый корпус   | - |
| 01.08.1943 года | Ленинградский фронт            | 67-я армия           | 43-й стрелковый корпус   | - |
| 01.09.1943 года | Ленинградский фронт            | 67-я армия           | 43-й стрелковый корпус   | - |
| 01.10.1943 года | Ленинградский фронт            | 67-я армия           | 43-й стрелковый корпус   | - |
| 01.11.1943 года | Ленинградский фронт            | 67-я армия           | -                        | - |
| 01.12.1943 года | Ленинградский фронт            | 67-я армия           | -                        | - |
| 01.01.1944 года | Ленинградский фронт            | -                    | 108-й стрелковый корпус  | - |
| 01.02.1944 года | Ленинградский фронт            | 2-я ударная армия    | 122-й стрелковый корпус  | |
| 01.03.1944 года | Ленинградский фронт            | 2-я ударная армия    | 109-й стрелковый корпус  | - |
| 01.04.1944 года | Ленинградский фронт            | 59-я армия           | 14-й стрелковый корпус   | - |
| 01.05.1944 года | Ленинградский фронт            | 23-я армия           | 115-й стрелковый корпус  | - |
| 01.06.1944 года | Ленинградский фронт            | 23-я армия           | 115-й стрелковый корпус  | - |
| 01.07.1944 года | Ленинградский фронт            | 23-я армия           | 108-й стрелковый корпус  | - |
| 01.08.1944 года | Ленинградский фронт            | 23-я армия           | 97-й стрелковый корпус   | - |
| 01.09.1944 года | Ленинградский фронт            | 23-я армия           | 97-й стрелковый корпус   | - |
| 01.10.1944 года | Ленинградский фронт            | 23-я армия           | 97-й стрелковый корпус   | - |
| 01.11.1944 года | Ленинградский фронт            | 59-я армия           | 97-й стрелковый корпус   | - |
| 01.12.1944 года | Резерв Ставки ВГК              | 59-я армия           | 43-й стрелковый корпус   | - |
| 01.01.1945 года | 1-й Украинский фронт           | 59-я армия           | 43-й стрелковый корпус   | - |
| 01.02.1945 года | 1-й Украинский фронт           | 59-я армия           | 43-й стрелковый корпус   | - |
| 01.03.1945 года | 1-й Украинский фронт           | 59-я армия           | 43-й стрелковый корпус   | - |
| 01.04.1945 года | 1-й Украинский фронт           | 59-я армия           | -                        | - |
| 01.05.1945 года | 1-й Украинский фронт           | 59-я армия           | 43-й стрелковый корпус   | - |

## Командиры
- Шеменков, Афанасий Дмитриевич (15.07.1941 — 14.10.1941), генерал-майор;
- Ковалёв, Иван Викторович (15.10.1941 — 27.11.1941), полковник;
- Станкевский, Дмитрий Иванович (28.11.1941 — 04.05.1942), полковник;
- Зайцев, Алексей Андреевич (05.05.1942 — 18.08.1942), подполковник;
- Алиев, Иван Михайлович (19.08.1942 — 20.03.1944), полковник, с 25.09.1943 генерал-майор;
- Елшинов, Михаил Сергеевич (21.03.1944 — 17.09.1944), полковник;
- Гончарук, Николай Игнатьевич (18.09.1944 — 15.10.1944), полковник;
- Ефименко, Пётр Филимонович (16.10.1944 — 11.05.1945), полковник.
- Чудаков, Иван Иванович (26.08.1941 — 29.05.1945), майор;

## Награды и наименования
| Награда (наименование)                | Дата           | За что награждена |
| ------------------------------------- | -------------- | --- |
| Почетное наименование «Кингисеппская» | 4.02.1944 года | присвоено приказом Верховного Главнокомандующего от 4 февраля 1944 г. № 019 за отличие в боях по освобождению г. Кингисеппа |
| Орден Кутузова II степени             | 5.04.1945 года | награждена указом Президиума Верховного Совета СССР от 5 апреля 1945 года за образцовое выполнение заданий командования в боях с немецкими захватчиками при очищении от противника Домбровского угольного бассейна и южной части промышленного района южной Силезии и проявленные при этом доблесть и мужество |

Награды частей дивизии:
- 1074-й стрелковый Выборгский[5] ордена Александра Невского[6] полк
- 1076-й стрелковый Выборгский[5] ордена Александра Невского[6] полк
- 1078-й стрелковый Выборгский[5] ордена Александра Невского[6] полк

## Отличившиеся воины дивизии
| Награда | Ф. И. О.                    | Должность                                                                    | Звание          | Дата награждения | Примечания                  |
| ------- | --------------------------- | ---------------------------------------------------------------------------- | --------------- | ---------------- | --------------------------- |
|         | Брюханов, Антон Никитович   | Командир отделения 598-го отдельного сапёрного батальона                     | сержант         | 27.06.1945       | -                           |
|         | Гончар, Павел Иванович      | сапёр 1074-го стрелкового полка                                              | рядовой         | 22.02.1943       | погиб 12.01.1943            |
|         | Грызалов, Виктор Андреевич  | Наводчик 45-мм орудия 1078-го стрелкового полка                              | сержант         | 27.06.1945       | -                           |
|         | Курков, Степан Иванович     | Командир отделения 1074-го стрелкового полка                                 | старший сержант | 24.03.1945       | посмертно, погиб 20.06.1944 |
|         | Озорнин, Никифор Максимович | Командир отделения 598-го отдельного сапёрного батальона                     | сержант         | 27.06.1945       | -                           |
|         | Пендюрин, Пётр Максимович   | Стрелок 1076-го стрелкового полка                                            | рядовой         | 27.06.1945       | -                           |
|         | Чертков, Иван Терентьевич   | Командир отделения инженерной разведки 598-го отдельного сапёрного батальона | сержант         | 10.04.1945       | -                           |
|         | Шитов, Павел Степанович     | Командир орудия 1076-го стрелкового полка                                    | старший сержант | 24.03.1945       | посмертно, погиб 31.01.1944 |

## Память
- 11 мая 1978 года в средней школе № 2 г. Петропавловска открылся музей 314-й стрелковой дивизии.
- 9 мая 2008 года в Петропавловске в ознаменование 63-й годовщины Победы в Великой Отечественной войне был открыт памятник воинам 314-й стрелковой дивизии.
- Мемориальное захоронение в Лодейном Поле